# Aartsbroederschap van de Heilige Aartsengel en Hemelvorst Michaël
De Aartsbroederschap van de Heilige Aartsengel en Hemelvorst Michaël (Duits: Erzbruderschaft des Heiligen Erzengels Michael) werd op 8 mei 1693 door de Keulse keurvorst Jozef Clemens van Beieren, een telg uit het huis Wittelsbach gesticht. Vrome gezelschappen onder bescherming van de krijgshaftige aartsengel Michaël kwamen in het katholieke Duitsland van de contrareformatie meer voor.  De aartsengel Michaël werd en wordt in Duitsland bijzonder vereerd. De strijdvaardige aartsengel is de patroonheilige van het Duitse Rijk. De naam Michaël is in het Hebreeuws te herleiden tot מיכאל oftewel "wie is als God". De Latijnse vertaling "Quis Ut Deus" dient de broederschap ter meditatie.
De leden van de broederschap droegen en dragen steeds een medaille met een afbeelding van aartsengel Michaël bij zich.
In het begin van de 18e eeuw behoorden alle leden van de streng katholieke Beierse heersersfamilie Wittelsbach tot de broederschap die door Paus Benedictus XIII op 23 juli 1725, op voorspraak van Prinses Violanta Beatrix van Beieren, zuster van de regerende keurvorst Maximiliaan II Emanuel van Beieren, tot aartsbroederschap werd verheven. Een aartsbroederschap is een lichaam onder het canoniek recht. De namen van de hoogadelijke leden werden in een in Bonn door Joseph Clemens van Beieren en Clemens August I van Beieren bijgehouden vorstenboek ("Fürstenbuch") ingeschreven. Dit boek is gedeeltelijk bewaard gebleven en werd in de 20e eeuw herontdekt.
Deze aartsbroederschap was voor burgers en edellieden toegankelijk. Voor de adel werd op 29 september 1693 de Huisridderorde van de Heilige Michaël (Duits:"Orden zum Heiligen Michael") gesticht. De stichter van zowel broederschap als  orde was Jozef Clemens van Beieren. Ook de orde werd gesticht als een vroom gezelschap van katholieken, in dit geval uitsluitend edelen, onder de bescherming van de aartsengel Michaël.
De orde kwam tot de secularisatie van het Aartsbisdom Keulen in 1806 bijeen in een kapel in Bonn die nog steeds bestaat. De orde had in haar hoogtijdagen ongeveer 100 000 burgerlijke en adellijke leden, in afdelingen in Rijnland, Oostenrijk en Beieren.
Een centrum van de aartsbroederschap was de "kurkölnische Hofmark Berg am Laim" bij München. Dit feodale bezit van de keurvorsten en vorst-aartsbisschoppen van Keulen bezat een aan de aartsengel Michaël gewijde kerk. De eerste bestuurder van de broederschap, "Provinzialoberer" of præses genoemd, was de franciscaner-provinciaal Fortunatus Huber. De broederschap werd daarna tot 1806 door Franciscanen geleid.
De orde en de aartsbroederschap namen het motto "F. P. F. P." aan. De letters staan voor "Fideliter Pie Fortiter Perseveranter" oftewel "trouw, vroom, dapper en volhoudend". De feestdag van de Heilige Aartsengel Michaël op 29 september speelde en speelt voor orde en aartsbroederschap een grote rol.
De Huisridderorde van de Heilige Michaël, die volledig "Hochadliger Haus-Ritter-Orden der Beschützer götlicher Ehre unter dem Schutze des Heiligen Erzengels Michael" (Nederlands: "Hoogadelijke Huis-Ridderorde van de beschermer van de Goddelijke Eer onder de bescherming van de Heilige Aartsengel Michaël") heette, raakte na de secularisatie van het Aartsbisdom Keulen in 1803 enigszins in vergetelheid. De orde die twee afdelingen, in het Rijnland en in het onafhankelijk gebleven en zeer katholieke Beieren, bezat bleef alleen in Beieren, al was dat nu een moderne en seculiere staat, bestaan.
De Huisridderorde van de Heilige Michaël werd in 1837 opgeheven. Op dezelfde dag werd de moderne Orde van Verdienste van de Heilige Michaël gesticht.
De aartsbroederschap die in 2013 ongeveer 800 leden in twee afdelingen (München en Peiting) telt komt op de feestdag van aartsengel Michaël bijeen.
- Gemeinsame Normdatei: 4344906-2
- Virtual International Authority File: 125130189